# 自強軍
自強軍是由张之洞任兩江總督代理期間建立的部隊。

## 歷史
1894年张之洞任兩江總督代理。當時他建立起一支由外國軍官擔任訓練官的部隊，稱為“自強軍”。這支部隊使用西方械兵器，採用西方的軍隊訓練方式，為當時中國兩支新式軍隊之一。
張之洞調離兩江總督代理後，自強軍被新任兩江總督劉坤一接手，這支部隊不久調動至直隸編入為袁世凱的北洋常備軍第四鎮。
張之洞擔任湖廣總督後，又重新編練了湖北新軍。此湖北新軍與自強軍並無關係。